# Radenska/Saison 2011
Dieser Artikel listet Erfolge und Mannschaft des Radsportteams Radenksa in der Saison 2011 auf.

## Abgänge – Zugänge
| Zugänge           | Team 2010 | Abgänge             | Team 2011               |
| ----------------- | --------- | ------------------- | ----------------------- |
| Jure Berk         | Neoprofi  | Jan Tratnik         | Quick Step              |
| Jaka Bostner      | Neoprofi  | Manuele Caddeo      | Colnago-CSF Inox        |
| Urban Ferenčak    | Neoprofi  | Guillermo Bongiorno | Amore & Vita            |
| Blaž Klemenčič    | Neoprofi  | Pawel Kotschetkow   | Itera-Katusha           |
| Klemen Michelizza | Neoprofi  | Matija Kvasina      | Loborika Favorit Team   |
| Jan Polanc        | Neoprofi  | Andi Bajc           | Manisaspor Cycling Team |
| Andrej Rajšp      | Neoprofi  | Alberto Di Lorenzo  | Meridiana Kamen Team    |
| David Zupančič    | Neoprofi  | Omar Sottocornola   | Meridiana Kamen Team    |
|                   |           | Boštjan Rezman      | Perutnina Ptuj          |
|                   |           | Luka Mezgec         | Sava                    |
|                   |           | Nejc Košir          | Unbekannt               |
|                   |           | Klemen Pibernik     | Unbekannt               |
|                   |           | Erik Poljaneč       | Unbekannt               |
|                   |           | David Tratnik       | Unbekannt               |

## Mannschaft
| Name              | Geburtstag        | Nationalität |
| ----------------- | ----------------- | ------------ |
| Jure Berk         | 19. Juli 1992     | Slowenien    |
| Jaka Bostner      | 5. November 1990  | Slowenien    |
| Urban Ferenčak    | 9. Januar 1992    | Slowenien    |
| Robert Jenko      | 15. April 1990    | Slowenien    |
| Blaž Klemenčič    | 10. November 1992 | Slowenien    |
| Klemen Michelizza | 15. Februar 1992  | Slowenien    |
| Jan Polanc        | 6. Mai 1992       | Slowenien    |
| Andrej Rajšp      | 26. Juli 1992     | Slowenien    |
| Klemen Štimulak   | 20. Juli 1990     | Slowenien    |
| David Zupančič    | 13. Juni 1992     | Slowenien    |

## Platzierungen in UCI-Ranglisten
UCI Europe Tour 2011
|       | Fahrer          | Punkte |
| ----- | --------------- | ------ |
| 413.  | Jan Polanc      | 39     |
| 987.  | Andrej Rajšp    | 6      |
| 1121. | Klemen Štimulak | 4      |